# Ивашков, Владимир Михайлович
Владимир Михайлович Ивашков (27 августа 1925, Москва — 6 июля 2017, Москва) — советский футболист, выступавший на позиции защитника, футбольный тренер, арбитр. Мастер спорта СССР (1957). Заслуженный тренер РСФСР (1964), заслуженный тренер СССР (1967).

## Биография
Начал заниматься футболом в 1941 году в секции Стадиона юных пионеров. Во время Великой Отечественной войны работал на заводе в Москве, но продолжал заниматься футболом. В 1944 году присоединился к московской команде «Крылья Советов», в первое время выступал за резервные составы, а в главной команде дебютировал 22 июня 1947 года в игре против ЦДКА. Всего в составе «Крыльев Советов» сыграл 25 матчей в высшей лиге.
С 1949 года выступал за московский «Локомотив», но в первое время не был основным игроком. В сезоне 1951 года, когда команда выступала в классе «Б», провёл 29 матчей и помог команде завоевать малые бронзовые медали. В остальных сезонах выступал в высшей лиге, где сыграл в составе железнодорожников 40 матчей. В последние годы карьеры играл за «Шахтёр» (Кадиевка).
В 1957 году завершил игровую карьеру и перешёл на тренерскую работу, в течение пяти лет возглавлял саратовский «Локомотив».
С 1962 по 1965 годы работал в управлении футбола Спорткомитета РСФСР, был тренером сборной РСФСР. В 1966—1969 годах работал в управлении футбола союзного Спорткомитета, в том числе в 1966—1967 годах входил в тренерский штаб юношеской сборной СССР, при его участии команда стала победителем юниорских турниров УЕФА 1966 и 1967 годов. За  успехи 1966 и 1967 годов присвоено звание «Заслуженного тренера СССР» 
В 1969 году вернулся в российский Спорткомитет на должность старшего тренера и работал с перерывом до 1987 года, в том числе в 1979 году возглавлял сборную РСФСР на Спартакиаде народов СССР, команда заняла четвёртое место.
В 1983 году был тренером-консультантом в «Спартаке» из Орджоникидзе, по другим сведениям с июля 1983 года возглавлял команду после отставки Валерия Маслова, команда в этом сезоне стала победителем зонального турнира второй лиги.
Также был футбольным арбитром, имел всесоюзную категорию (18.04.1966). В высшей лиге провёл один матч — 27 июня 1966 года между минским «Динамо» и одесским СКА. Судил также матчи первой и второй лиги.
Скончался 6 июля 2017 года на 92-м году жизни. Похоронен на Николо-Хованском кладбище.